# 양수과소증
양수과소증(Oligohydramnios)이란 양수 (체액)이 과소한 경우로 양수지수(Amniotic Fluid Index;AFI)가 5cm미만인 경우이다. 양수과다증의 반대이다.
임신초기에 양수과소증이 있을 때 더 예후가 좋지 않다.
자연임신에서 양수과소증이 있을 때 탯줄 압박이나 태아가사가 더 증가한다고 알려져 있다.

## 임신초기 양수과소증
거의 대부분 태아의 요로 폐색이나 신 형성부전이 원인이다.
양수과소증과 연관된 조건들로는 태아의 염색체이상, 발육부전, 지연임신, 양막 조기 파열, 태반 조기 박리, 임신성 고혈압, 전자간증,
임신성 당뇨,프로스타글란딘 합성 억제제(Prostaglandin synthase inhibitors), 안지오텐신 전환 효소 억제제
(Angiotensis-converting enzyme inhibitors)와 같은 약물 섭취등이 있다.
예후는 임신주수가 빠를수록 좋지 않고, 임신 37주 이전에 진단되었을 때 조산이 3배 증가한다는 보고도 있다.
태아 양막 증후군(Amniotic band syndrome)으로 태아의 신체 일부분이 절단될 위험도 증가하고, 태아의 신체 변형,
예를 들면 내반족(clubfoot),도 더 증가한다. 또한 양수과소증으로 인한 태아 폐형성 저하도 동반될 수 있다.

## 임신후기 양수과소증
임신 35주 이후에는 정상적으로 양수가 감소한다.
여러 연구에서 임신 후기의 양수감소증이 분만시 합병증을 증가 시키지 않는다는 보고도 있고,
태아가사에 따른 제왕절개술의 빈도가 높아진다는 보고도 있다.
또한 분만시 제대 압박이 빈번해지기 때문에 태아 심박동 변화와 제왕절개술의 빈도가 높아진다는 보고도 있다.